# Engbertsdijksvenen
Engbertsdijksvenen este o arie protejată (arie specială de conservare — SAC, sit de importanță comunitară — SCI) din Țările de Jos întinsă pe o suprafață de 998 ha, integral pe uscat.

## Localizare
Centrul sitului Engbertsdijksvenen este situat la coordonatele 52°28′07″N 6°40′04″E / 52.4687°N 6.6679°E.

## Înființare
Situl Engbertsdijksvenen a fost declarat sit de importanță comunitară în decembrie 1996 pentru a proteja . Situl a fost protejat și ca arie specială de conservare în septembrie 2009.

## Biodiversitate
Situată în ecoregiunea atlantică, aria protejată conține 3 habitate naturale: Pajiști uscate europene, Turbării active, Mlaștini oligotrofe degradate, capabile încă de regenerare naturală.
La baza desemnării sitului se află un număr nedeclarat de specii protejate: